# 1981-es Formula–1 francia nagydíj
A francia nagydíj volt az 1981-es Formula–1 világbajnokság nyolcadik futama.

## Futam
| Helyezés | #  | Versenyző         | Csapat/Motor    | Körök | Idő/Kiesés oka   | Rajthely | Pontszám |
| -------- | -- | ----------------- | --------------- | ----- | ---------------- | -------- | -------- |
| 1        | 15 | Alain Prost       | Renault         | 80    | 1:35:48,13       | 3        | 9        |
| 2        | 7  | John Watson       | McLaren-Ford    | 80    | + 2.29           | 2        | 6        |
| 3        | 5  | Nelson Piquet     | Brabham-Ford    | 80    | + 24,22          | 4        | 4        |
| 4        | 16 | René Arnoux       | Renault         | 80    | + 42,30          | 1        | 3        |
| 5        | 28 | Didier Pironi     | Ferrari         | 79    | + 1 kör          | 14       | 2        |
| 6        | 11 | Elio de Angelis   | Lotus-Ford      | 79    | + 1 kör          | 8        | 1        |
| 7        | 12 | Nigel Mansell     | Lotus-Ford      | 79    | + 1 kör          | 13       |          |
| 8        | 22 | Mario Andretti    | Alfa Romeo      | 79    | + 1 kör          | 10       |          |
| 9        | 6  | Héctor Rebaque    | Brabham-Ford    | 78    | + 2 kör          | 15       |          |
| 10       | 2  | Carlos Reutemann  | Williams-Ford   | 78    | + 2 kör          | 7        |          |
| 11       | 8  | Andrea de Cesaris | McLaren-Ford    | 78    | + 2 kör          | 5        |          |
| 12       | 33 | Marc Surer        | Theodore-Ford   | 78    | + 2 kör          | 21       |          |
| 13       | 3  | Eddie Cheever     | Tyrrell-Ford    | 77    | + 3 kör          | 19       |          |
| 14       | 29 | Riccardo Patrese  | Arrows-Ford     | 77    | + 3 kör          | 18       |          |
| 15       | 23 | Bruno Giacomelli  | Alfa Romeo      | 77    | + 3 kör          | 12       |          |
| 16       | 4  | Michele Alboreto  | Tyrrell-Ford    | 77    | + 3 kör          | 23       |          |
| 17       | 1  | Alan Jones        | Williams-Ford   | 76    | Ütközés          | 9        |          |
| Kiesett  | 26 | Jacques Laffite   | Ligier-Matra    | 57    | Felfüggesztés    | 6        |          |
| Kiesett  | 17 | Derek Daly        | March-Ford      | 55    | Motorhiba        | 20       |          |
| Kiesett  | 27 | Gilles Villeneuve | Ferrari         | 41    | Elektronika      | 11       |          |
| Kiesett  | 25 | Patrick Tambay    | Ligier-Matra    | 30    | Kerékcsapágy     | 16       |          |
| Kiesett  | 20 | Keke Rosberg      | Fittipaldi-Ford | 11    | Felfüggesztés    | 17       |          |
| Kiesett  | 14 | Eliseo Salazar    | Ensign-Ford     | 6     | Felfüggesztés    | 22       |          |
| NI       | 21 | Chico Serra       | Fittipaldi-Ford | 0     | Nem állt rajthoz | 24       |          |
| NK       | 30 | Siegfried Stohr   | Arrows-Ford     |       |                  |          |          |
| NK       | 35 | Brian Henton      | Toleman-Hart    |       |                  |          |          |
| NK       | 9  | Slim Borgudd      | ATS-Ford        |       |                  |          |          |
| NK       | 31 | Beppe Gabbiani    | Osella-Ford     |       |                  |          |          |
| NK       | 36 | Derek Warwick     | Toleman-Hart    |       |                  |          |          |

## A világbajnokság élmezőnyének állása a verseny után
| H  | Versenyzők        | Pont | H  | Konstruktőrök | Pont |
| -- | ----------------- | ---- | -- | ------------- | ---- |
| 1. | Carlos Reutemann  | 37   | 1. | Williams-Ford | 61   |
| 2. | Nelson Piquet     | 26   | 2. | Brabham-Ford  | 29   |
| 3. | Alan Jones        | 24   | 3. | Ferrari       | 28   |
| 4. | Gilles Villeneuve | 21   | 4. | Renault       | 18   |
| 5. | Jacques Laffite   | 17   | 5. | Ligier-Matra  | 17   |
| 6. | Alain Prost       | 13   | 6. | Lotus-Ford    | 12   |

## Statisztikák
Vezető helyen:
- Nelson Piquet: 58 (1-58)
- Alain Prost: 22 (59-80)

Alain Prost 1. győzelme, 1. leggyorsabb köre, René Arnoux 6. pole-pozíciója.
- Renault 5. győzelme.